# Ödenburg (Tübingen)
Die Ödenburg ist eine abgegangene Spornburg etwa auf halbem Weg zwischen Tübingen und dessen südwestlichen Ortsteil Hirschau im baden-württembergischen Landkreis Tübingen. Sie liegt auf dem Bergsporn Spitzberg (427 m ü. NHN) des Höhenzugs Spitzberg (474,4 m ü. NHN).

## Geographische Lage
Die Ödenburg liegt etwa 2 km östlich von Hirschau. Von der Gipfelregion des bewaldeten Bergsporns Spitzberg senkt sich sein von dort an besonders markanter Hauptarm (419 m ü. NN) zunächst ein Stück weit nach Südosten herab, um nach einer leichten Einsenkung ein schmales Plateau zu bilden, von dort nach Süden zu einer 407,3 m ü. NHN hohen Stelle überzuleiten und dann steil zum Neckar hin abzufallen. Vor Ort liegt das Naturschutzgebiet Spitzberg-Ödenburg.

## Beschreibung
Von der Ödenburg ist heute kaum mehr etwas zu sehen. Nur das Bodenprofil lässt noch etwas von der verschwundenen Anlage erahnen, vor allem eine von Büschen und Bäumen überwucherte Erhebung, die durch einen verwitterten Gedenkstein als Ort der Ödenburg kenntlich gemacht ist.

## Geschichte
Die Ursprünge der verschwundenen Burganlage gehen in frühmittelalterliche Zeit zurück. Albrecht von Hohenberg zerstörte die Ödenburg im Jahr 1291. Der Böblinger Götz (Gottfried I. Graf von Böblingen und Pfalzgraf von Tübingen) hat sie im folgenden Jahr wieder aufgebaut, aber anscheinend mehr als Trotzreaktion als zu einem wirklichen Nutzen. Denn schon zwanzig Jahre später, im Jahr 1310 erscheint die Oedenburg wirklich verödet und diesmal endgültig verlassen. Am 25. September 1514 haben Tübingen und Hirschau einen Vertrag über den gemeinsamen Bau und die gemeinsame Unterhaltung eines Steinweges unmittelbar unter der Oedenburg geschlossen. Aber in der zweiten Hälfte des 16. Jahrhunderts wird die Burg „alte Gemäuer, die Ödenburg genannt“, bezeichnet. Und schließlich bereits 1593 heißt es dann, von der Ödenburg sei kein Stein mehr übrig.

## Die Ödenburg in der Dichtung
Ludwig Uhland konstatierte, dass sich von der Ödenburg nur der Flurname erhalten habe: „Eine Halde am Spitzberg heißt in Urkunden, Lagebüchern und noch gewöhnlich die Ödenburg. Das althochdeutsche Adjektiv „ôdi“, öde, bedeutet leer, verlassen… So mag Ödenburg heißen: zur öden, verlassenen, aufgegebenen Burg. Von dem schrofferen, engeren Berge mochten die Tüwinge auf einen andern, bequemeren, auf die Stelle des jetzigen gezogen sein, ihre vormalige Burg war nun die verlassene, vereinsamte geworden. Man findet auch nirgends ihrer urkundlich gedacht, kein Dienstmann der Tübinger Pfalzgrafen ist von Ödenburg genannt, nur der zerschnittene Rücken des Spitzbergs gibt noch Zeugnis von der vormaligen Burgfeste“.

## Ausflugsziel

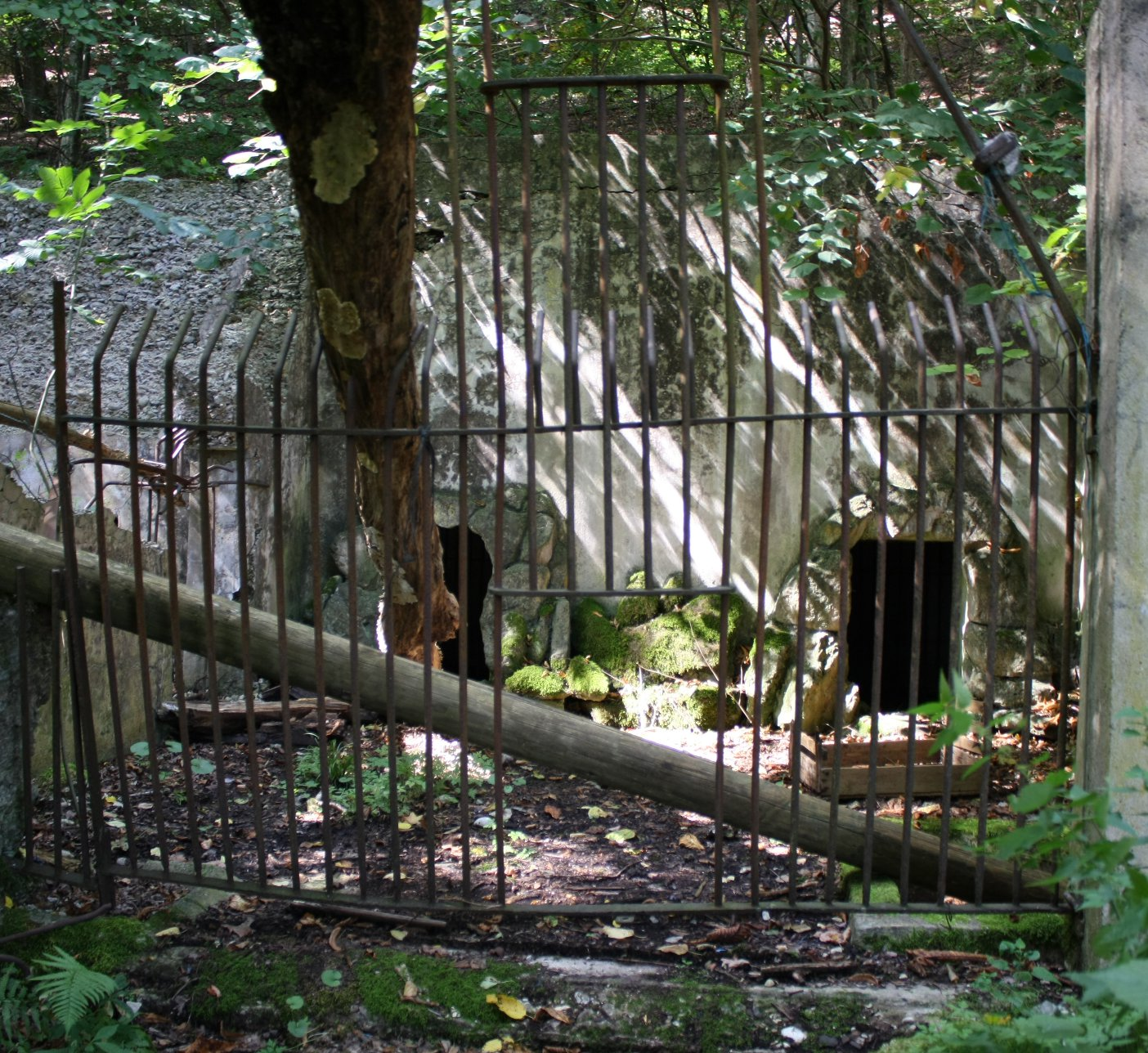
Überreste vom Tiergarten Tübingen (2010)

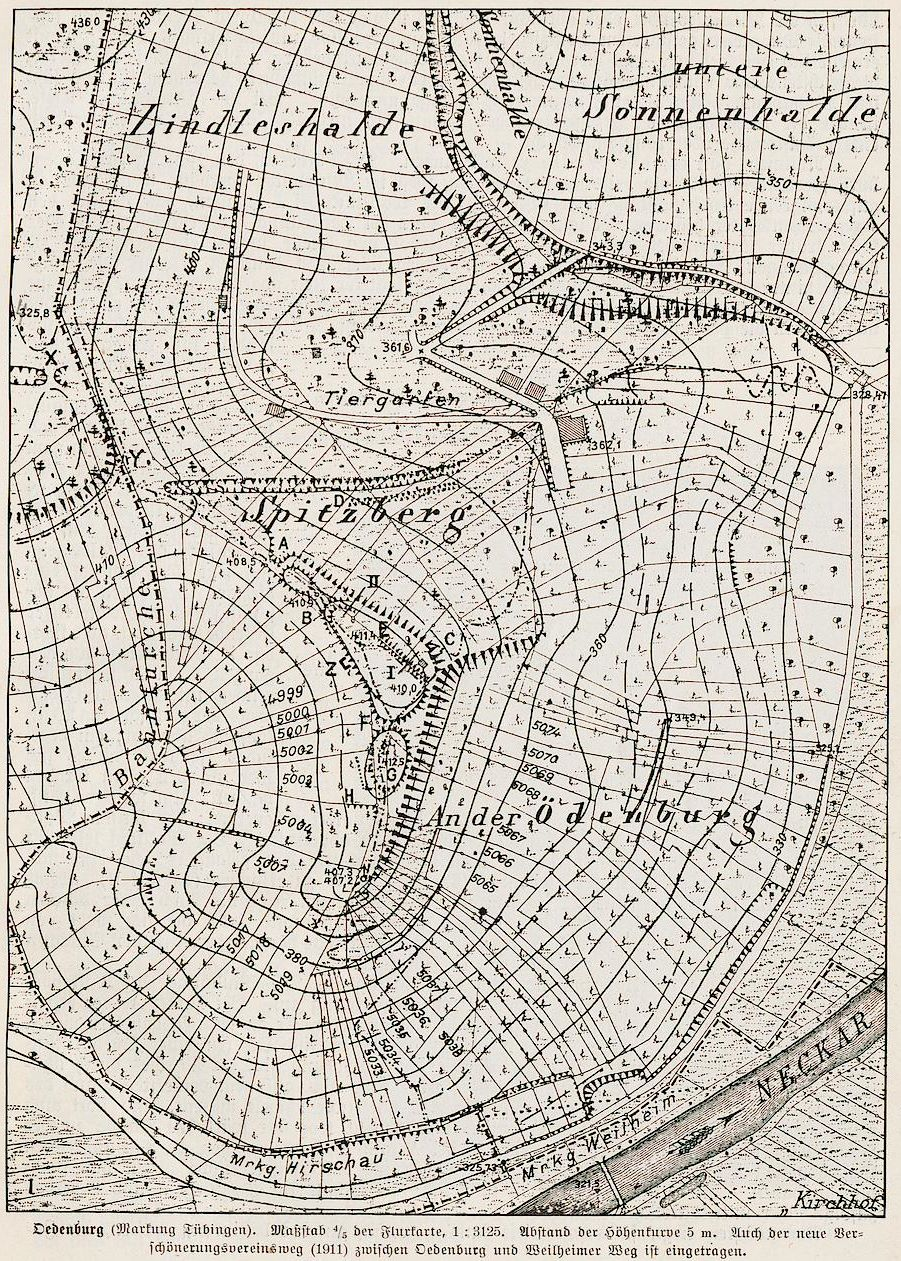
An der Ödenburg (Karte von 1911)

Für die Tübinger Bevölkerung und namentlich auch für die Studentenschaft war die Ödenburg früher ein beliebtes Ausflugsziel. Von 1907 bis 1914 betrieb Eugen Mannheim (1879–1974) dort den Tiergarten Tübingen mit einem angegliederten Gastronomiebetrieb. Bis vor einigen Jahren wurde in unmittelbarer Nachbarschaft ein Sommercafé, das „Café am Spitzberg“ betrieben. Wenn man von Tübingen heraufkommend die Höhe des Spitzbergs erreicht hat und eine Weile den Bogen und Windungen des Sträßchens gefolgt ist, nimmt man schließlich einen kleinen Weg, der sich links in den Wald hinabschlängelt. Er führt am Ende auf das Plateau der Ödenburg. Bevor man zu dem kegelartigen Fundament der verschwundenen Hauptburg mit dem oben erwähnten Gedenkstein gelangt, lädt eine Bank mit eisernem Jugendstiltisch (die Marmorplatte ist abhandengekommen) zum Verweilen ein.